# Eszter Mátéfi
Eszter Mátéfi, född den 14 februari 1966 i Band, Rumänien, är en ungersk handbollsspelare.
Hon tog OS-brons i damernas turnering i samband med de olympiska handbollstävlingarna 1996 i Atlanta.